# Johan Lisabeth
Johan Lisabeth, född 25 juni 1971, är en friidrottare från Belgien. Han deltog vid olympiska sommarspelen 1996.